# Marc Seguin
Pour les articles homonymes, voir Seguin et Marc Seguin (homonymie).
Ne doit pas être confondu avec Marc Séguin.
Marc Seguin, dit « Seguin Aîné », né le 20 avril 1786 à Annonay et mort dans la même ville le 24 février 1875, est un scientifique, inventeur, ingénieur et entrepreneur français.
Disciple de Joseph de Montgolfier, dont il est le petit-neveu, œuvrant en étroite collaboration avec ses quatre frères, il expérimente en 1822 le premier pont suspendu à fil de fer au-dessus de la Cance, et sur ce modèle, il construit en 1825, à Tournon-sur-Rhône, le premier grand pont suspendu d'Europe continentale.
Il brevette en 1827 la chaudière tubulaire conçue pour des bateaux à vapeur naviguant sur le Rhône. Deux ans plus tard, il applique cette invention aux locomotives à vapeur.
La locomotive Seguin fait ses premiers tours de roue le 1er octobre 1829, quelques jours avant la Rocket de George Stephenson. Elle circule sur la ligne de chemin de fer de Saint-Étienne à Lyon, concédée aux frères Seguin en 1827. C'est la première ligne de France à expérimenter en 1832 la traction par des locomotives à vapeur, elle transporte simultanément des marchandises et des voyageurs.
Auteur de nombreuses publications scientifiques qu'il signe Seguin Aîné, il est élu en 1845 comme correspondant de l’Académie des sciences, dans la section de mécanique.
Né sous le règne de Louis XVI, mort sous la IIIe République, marié deux fois et père de dix-neuf enfants, humaniste, philanthrope et bienfaiteur de sa ville natale, Marc Seguin fait partie de la liste des 72 noms de savants inscrits sur la tour Eiffel.

## Biographie

### Jeunesse et  formation (1786 - 1821)
Marc François Seguin naît le 20 avril 1786 à Annonay dans la province de Languedoc ; il est le deuxième enfant et l'aîné des six fils d'une fratrie de huit, issue du mariage de Marc François Seguin et de Augustine Thérèse de Montgolfier,,.
La famille Seguin, originaire d'Alexandrie, en Égypte, a appartenu au culte israélite. Antoine, l'un de ses membres, vient se fixer en Dauphiné vers la fin du XVIe siècle. De ses descendants, une branche s'établit à Tain-l'Hermitage, une autre à Avignon et Montpellier, enfin un troisième à Annonay, où Marc (1720-1804) épouse Marie-Anne Peyron (1735-1760). Il entreprend le commerce de la draperie ; il est surnommé l'ancêtre par la famille. Marc François, son fils aîné (1757-1832),, épouse Augustine Thérèse de Montgolfier (1764-1843), le 10 novembre 1782, à Vidalon-lès-Annonay (aujourd’hui quartier de la commune de Davézieux, proche d'Annonay) 

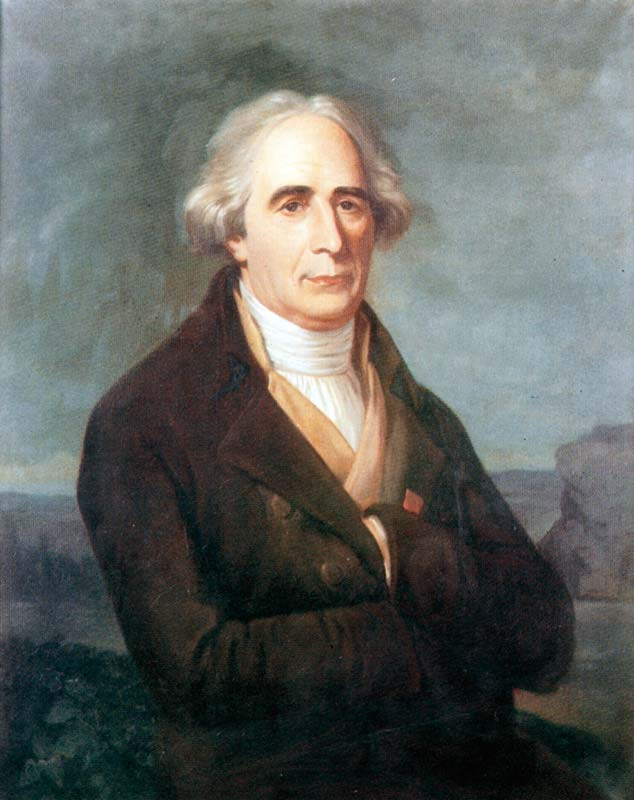
Joseph de Montgolfier.

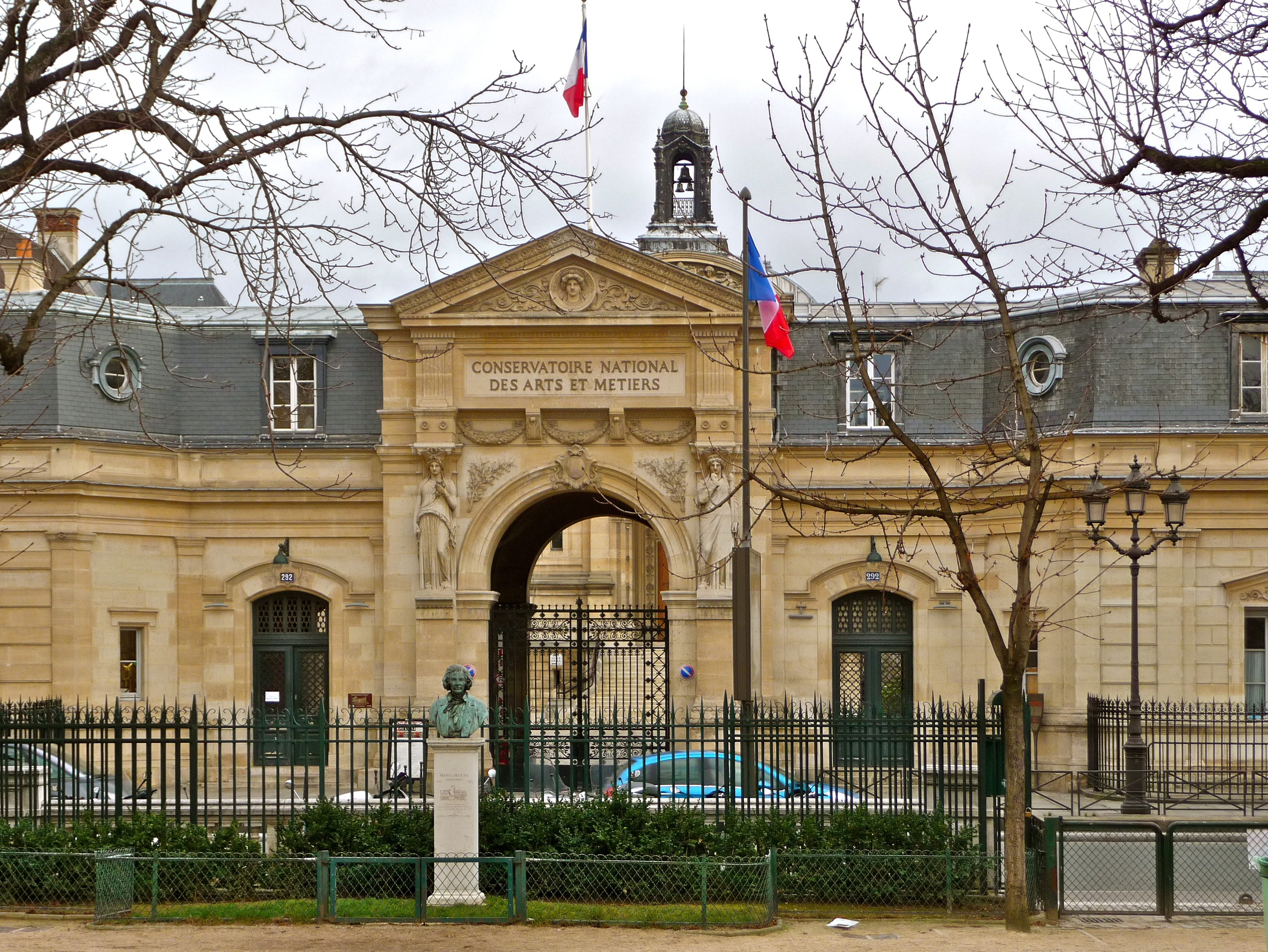
Conservatoire National des Arts et Métiers.

À l'écart du village de Vidalon-lès-Annonay se trouve le site papetier développé au XVIIe siècle par la famille de Montgolfier. Les « Papeteries de Vidalon-lès-Annonay », propriété de cette famille, ont depuis 1784 le titre de « Manufacture Royale », qui assure le manufacturier contre toute concurrence déloyale ou usurpation de marque, et l'année précédente, Louis XVI a anobli toute la famille dont les oncles d'Augustine, les frères Joseph et Étienne Montgolfier qui ont inventé en 1782 la montgolfière.
Marc Seguin grandit en pleine période révolutionnaire, et le souvenir  qu'il rappelait avec émotion est la consternation qu'éprouva toute sa famille en 1793, à la nouvelle de la mort du Roi. Son père doit à cette époque user de précaution pour échapper à la loi des suspects. Il est nommé juge au tribunal de commerce d'Annonay dont il est appelé à la présidence en 1817.
Aucun établissement scolaire n'existant plus alors, c'est sa mère qui apprend à lire et à écrire à son fils aîné. Ensuite la famille l'envoie dans la campagne, à Talencieux, chez un prêtre qu'on appelait « le Prieur Gros ». Réfugié en ce pays perdu, cet ancien prieur des dominicains s'y est improvisé, pour vivre, professeur, hébergeant à titre d'élèves quelques jeunes galopins. On couche dans une grange, la classe se fait ordinairement en plein air, dans les champs, et la pitance est maigre comme l'instruction.  Le jeune Marc, repris par ses parents, tire sa révérence à l'humble précepteur en lui disant avec espièglerie : « Je crois bien que vous ne m'avez pas appris grand'chose ; mais tout de même, je vous remercie, et quand je serai plus grand, moi, je vous apprendrai à "chiffrer" »,.
Pour procurer à l'enfant un enseignement plus complet, son père l'expédie en 1799, à l'âge de 13 ans, chez un nommé Leroux, qui vient d'ouvrir à Paris un pensionnat dans l'ancien couvent de la Congrégation Picpus mais les débuts sont pénibles. Les sentiments religieux que manifeste le jeune provincial, ses vêtements confectionnés par un vulgaire tailleur, son accent du Vivarais, tout, dans sa personne, incite ses condisciples à le persécuter. Si Marc n'égale pas leur élégance, il les surpasse par le savoir. Son grand-oncle maternel Joseph de Montgolfier, son correspondant qui l'a pris en très grande affection, vient d'être nommé, avec Ampère, démonstrateur au Conservatoire national des arts et métiers. Il le guide dans son apprentissage des sciences et l'attire le plus souvent possible dans son laboratoire du conservatoire où le jeune Marc découvre tout un monde de machines qui le passionne.
De retour au pays natal en 1805, Marc Seguin entre dans la vie active dans la fabrique de draps, l'activité d'origine de la société Seguin et Cie créée par son père,, et partage son temps entre Annonay et Paris. Il occupe le poste que son père lui a réservé et le métier est dur ; en toute saison, par tous les temps, il lui faut chevaucher dans les montagnes du Vivarais et du Velay pour démarcher la clientèle. En cours de route, il occupe ses rares loisirs à la lecture d'ouvrages scientifiques, dont il a toujours la précaution de se munir.
À la fin de leurs études à Paris, les jeunes frères de Marc Seguin  reviennent travailler dans la fabrique de draps qu'il faut développer. Pour compenser la diminution des ventes, les frères Seguin convainquent vers 1820 leur père de fonder une manufacture de feutres pour papeteries, sur les bords de la Cance, au lieu-dit Saint-Marc à l’ouest de la ville d'Annonay.
Le 1er septembre 1813, Marc Seguin s'est marié à Annonay avec la fille d'un notable de la ville, sa cousine germaine Rose Augustine Duret, de 8 ans sa cadette, née le 7 fructidor an II (24 août 1794) à Annonay,,,.

### L’époque des inventions (1822 - 1837)
Seguin aîné – c'est ainsi que l'on désigne Marc – est chargé de l'achat et de l'installation du matériel de la nouvelle manufacture de feutres pour papeteries de Saint-Marc. Les frères Seguin sont conduits à réfléchir sur la façon d'augmenter et d'améliorer la production. Cela passe d'abord par une connaissance de plus en plus précise des outils nécessaires à la fabrique de drap : connaissance de la mécanique, connaissance de l'hydraulique, apport de la vapeur comme source d'énergie pour ces machines, connaissance de la chimie, etc.
Les frères Seguin s'occupent des machines à carder, à lainer, à filer, à tondre. Marc Seguin remplace les roues à aubes de la première manufacture par des roues hydrauliques à augets courbes. L’entreprise familiale prospère. Toutefois les échanges commerciaux sont freinés par les difficultés matérielles de transport. À l’époque, ce sont les bacs à traille qui permettent de franchir les fleuves. Les ponts sont trop coûteux à bâtir et leur construction en pierre n’est pas adaptée à un fleuve comme le Rhône.

#### Le pont suspendu à fil de fer

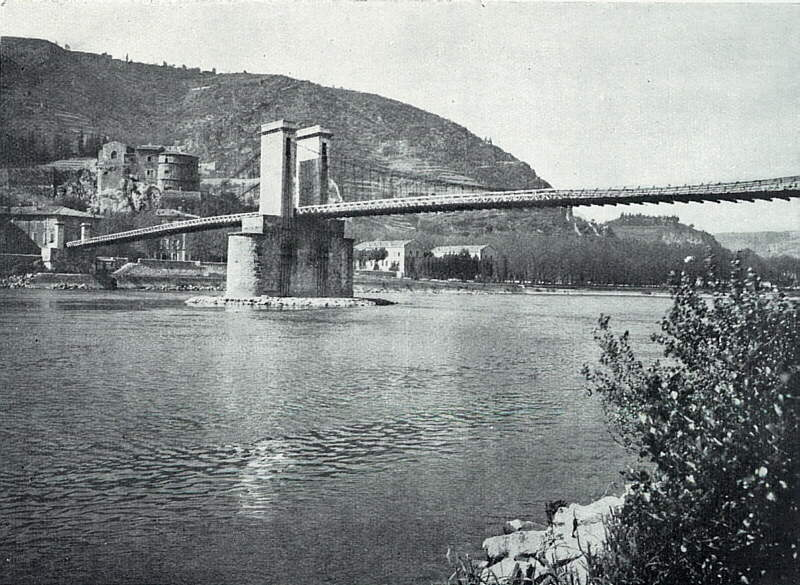
Le pont Marc Seguin (l'ancêtre)
(vue prise de Tain en aval du pont).

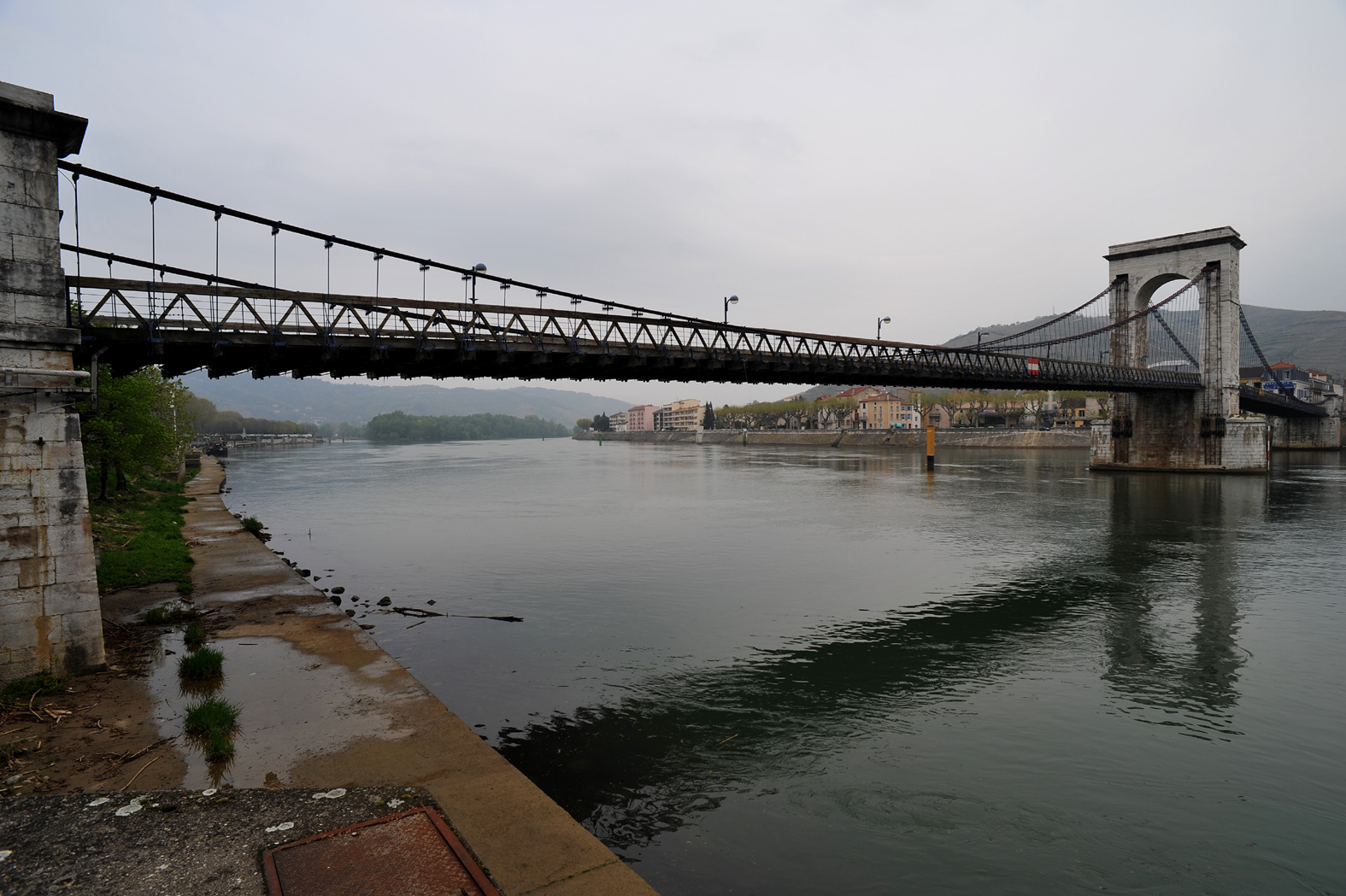
La passerelle Marc-Seguin (aujourd'hui).

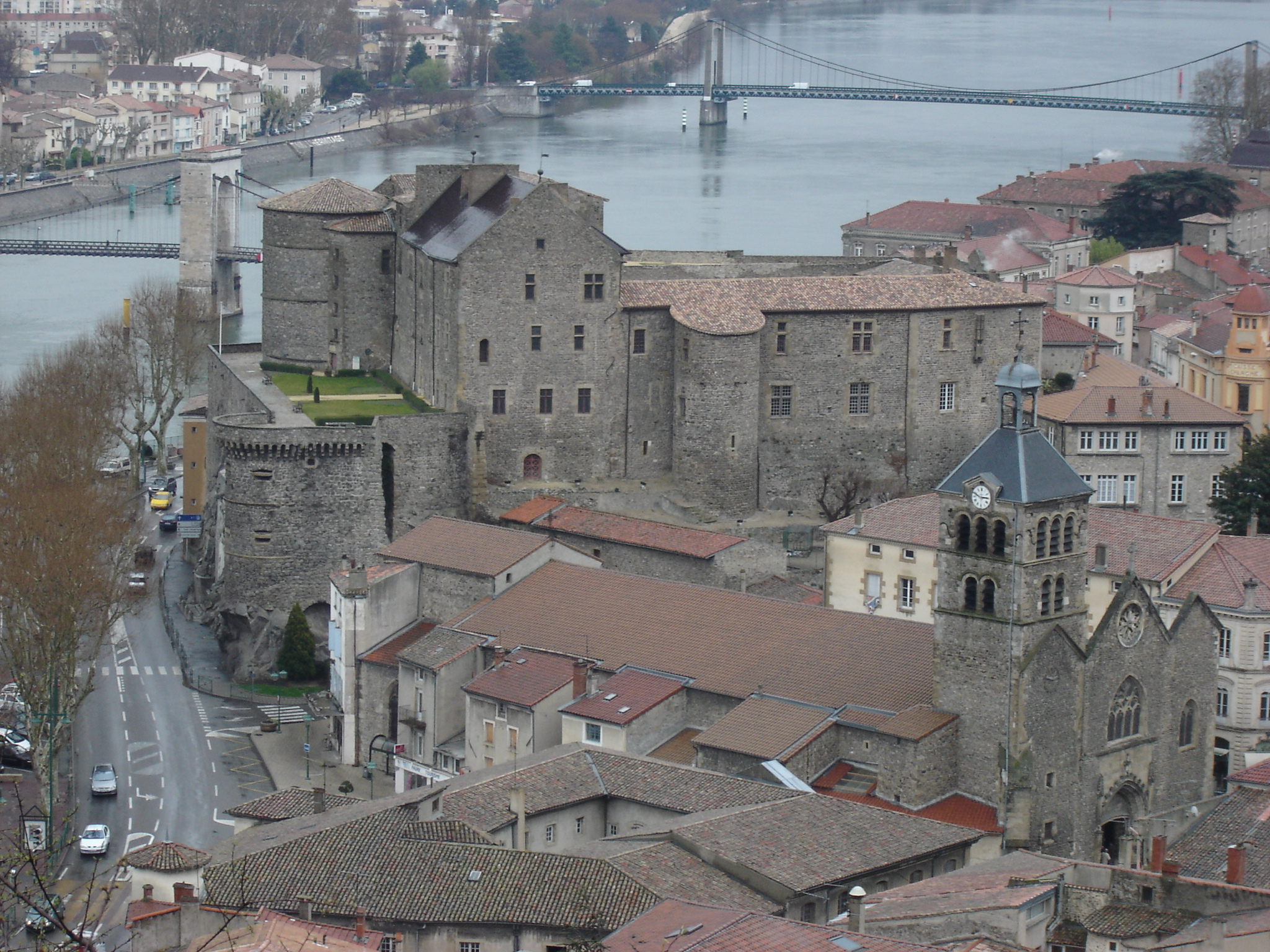
Vue du musée-château de Tournon et des 2 ponts suspendus en service.

Dans le courant de l'année 1821, Bruno de Plagniol, ingénieur ordinaire des ponts et chaussées du secteur de Tournon, momentanément en résidence à Annonay, où il dirige divers travaux, dit un jour à Marc Seguin « Vous, qui avez le génie de l'invention, vous devriez chercher un moyen de remplacer les ponts en pierre par un autre système aussi solide et moins coûteux ». « Eh bien je m'en occuperai » répondit-il. Seguin se procure le traité des ponts de Thomas Pope publié en 1811 à New York. L'idée du pont suspendu décrit dans l'ouvrage lui paraît séduisante et réalisable.
Les Américains arrimaient le tablier de leurs ponts au moyen de fer en barre. Après avoir calculé, avec la plus grande précision, la force de résistance des métaux, Marc Seguin ne tarde pas à conclure que des faisceaux de fils de fer donneraient une pleine sécurité et diminueraient considérablement la charge du pont. Pour en avoir la certitude expérimentale, il installe en 1822 au-dessus de la Cance,, à l'usine de Saint-Marc, une passerelle suspendue à câbles de fer de 18 mètres de longueur sur 0,5 mètre de largeur qui résiste parfaitement aux diverses épreuves qui sont tentées. Le faible coût de la passerelle est certainement un argument fort le poussant à continuer dans son entreprise.
Vers 1823, il expérimente à Saint-Vallier (Drôme) une passerelle, jetée sur la rivière la Galaure, destinée au passage des piétons, des cavaliers et des bêtes de somme,,. Le test de l'ouvrage a lieu dans des conditions plutôt périlleuses, mais rassurantes pour l'avenir,. Marc Seguin conseille à cette époque Guillaume Henri Dufour et Marc-Auguste Pictet, pour la construction à Genève de la passerelle de Saint-Antoine, un premier pont suspendu à câble métallique,,.
Encouragé par ses premiers résultats, Marc Seguin a sollicité dès le 25 mars 1822 de l'administration préfectorale l'autorisation de construire un pont suspendu sur le Rhône, entre Tain et Tournon. Mais au Conseil général des ponts et chaussées, il se heurte à Claude Navier, ingénieur des ponts et chaussées, qui privilégie le système des chaînes. Après des mois d’âpres discussions, l’Académie des sciences émet le 26 janvier 1824 un avis favorable à son projet.
Les frères Seguin – dans l'ordre Marc, Camille, Jules, Paul et Charles – peuvent par ordonnance royale construire le pont à leurs frais « moyennant la concession qui leur est faite d’un droit de péage à établir sur cette passerelle » pour 99 ans ; c'est la première concession d'une entreprise d'utilité publique jamais accordée par le gouvernement à une société particulière. Marc Seguin publie en 1824 le résultat de ses travaux dans Des ponts en fil de fer réédité en 1826.
Le pont, composé de deux travées de 85 mètres chacune, est réellement le premier grand pont suspendu d'Europe continentale,. Après avoir subi le 21 août 1825 avec succès les épreuves préalables à sa réception, l’ouvrage est inauguré le 25 août 1825 ; il est le troisième ouvrage construit en dur sur le Rhône, le plus ancien étant le pont Saint-Esprit édifié au XIIIe siècle puis le pont de la Guillotière achevé au début du XIVe siècle à Lyon.
Puisque le pont s'avère trop bas pour laisser passer des bateaux à vapeur, une ordonnance royale du 7 février 1847 contraint les frères Seguin soit à construire un deuxième pont, soit à détruire l'autre ou le transformer en passerelle après avoir haussé le tablier. Un second pont est construit à une centaine de mètres en aval du premier, transformé en passerelle qui sera détruite en 1965 ; les droits de péage sont transférés sur le nouvel ouvrage,.
C'est le commencement de la fortune des Seguin. Bientôt des ponts suspendus s'élèvent de toutes parts. Les frères Seguin, à eux seuls, en construisent quatre-vingt-dix,. En 1841, on en comptait déjà plus de 200,  plus de 500 ponts auraient été construits sur le modèle Seguin.
Le plus vieux pont suspendu encore en service, construit en 1827 par l’entreprise Marc Seguin, se trouve à Andance,. La passerelle Saint-Symphorien construite en 1847 à Tours,, ainsi que la passerelle Marc-Seguin,,, construite en 1849 à quelques centaines de mètres du premier pont de Tournon, sont toujours en service, de même que le pont du Robinet ou pont de Donzère construit en 1847.

#### La chaudière tubulaire
En décembre 1822, lors d'un voyage à Genève pour la construction de la passerelle de Saint-Antoine, Marc Seguin observe un bateau à vapeur construit par un Américain. Il conçoit dès lors son emploi possible pour remonter le Rhône, en utilisant un brevet, le principe du halage sur points fixes, déposé en 1817 par Pierre François de Montgolfier, cousin germain de sa mère et fils de l'illustre Joseph. Avec Pierre François de Montgolfier et Louis Henri Daniel d'Ayme, Annonéens comme lui, Seguin fonde en 1825 la « Société de halage sur le Rhône par la vapeur, à points fixes »,,. Elle intervient entre Arles et Lyon et comprend plusieurs bateaux, dont le Ville d’Annonay qui sort du chantier d'Andance en 1824. Un second Le Voltigeur est mis à flot.
Les deux premières machines à vapeur sont achetées à Londres fin 1825 chez Taylor (en) & Martineau (en), sur la base de plans et de concepts émis par Marc Seguin en 1825. Malheureusement ces chaudières sont alors de puissance bien insuffisante. Ainsi la mise en service des bateaux qui sortent du chantier d'Andance rencontre de nombreux déboires.
De plus, le 4 mars 1827, une catastrophe se produit à Lyon, à hauteur du pont de la Guillotière : un bateau à vapeur Le Rhône, qu'un entrepreneur de transports lyonnais, Gaillard Malézieux, a fait construire en Angleterre, heurte une pile de pont. La chaudière, dont les soupapes ont été imprudemment surchargées, éclate ; le bateau sombre, vingt-huit personnes périssent. À la suite de ce drame, le service de la navigation à vapeur sur le Rhône est suspendu.
Ces tentatives, coûteuses et prématurées, aboutissent à la liquidation de la société en novembre 1828. Cette expérience malheureuse conduit Marc Seguin à imaginer la chaudière tubulaire : constatant le faible rendement des chaudières anglaises qui équipaient ses bateaux, il imagine le principe révolutionnaire de la chaudière tubulaire,. Un bateau à vapeur, pourvu de trois chaudières modifiées, fait plusieurs voyages entre Vienne et Lyon. Dès cette époque, Marc Seguin fait l'expérience de l'hostilité publique puisque l'on accuse ses inventions de porter préjudice aux mariniers du Rhône.
Le 12 décembre 1827, il demande un brevet d'invention de la chaudière tubulaire qui lui est délivré le 22 février 1828. Il choisit de laisser libre la licence d'utilisation en ne payant pas la deuxième annuité. Il l'applique deux ans après aux locomotives, puisque le 7 juin 1826, Marc Seguin obtient avec ses frères et l'Académicien Édouard Biot l'adjudication des chemins de fer de Saint-Étienne à Lyon.

#### La ligne de chemin de fer de Saint-Étienne à Lyon
« Et quand la puissance directe, la force matérielle de l'homme s'est trouvée insuffisante pour accomplir son œuvre et persévérer dans le progrès ; quand sa volonté semblait devoir se briser contre d'insurmontables obstacles, voici qu'une goutte d'eau réduite en vapeur est venue suppléer à sa faiblesse, et lui créer une puissance dont on n'a pu encore, dont on ne pourra de longtemps peut-être mesurer l'étendue. »

— Marc Seguin, De l'Influence des chemins de fer et de l'art de les tracer et de les construire, Paris, Carilian-Gœury et V. Dalmont, 1839

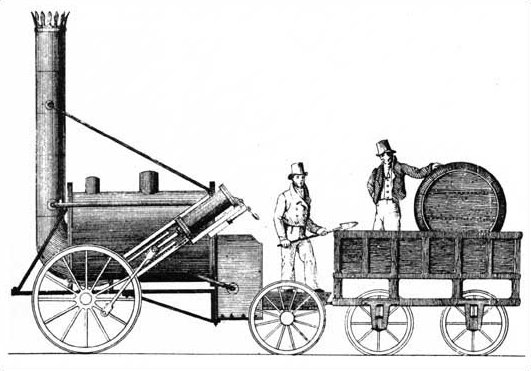
La Fusée.

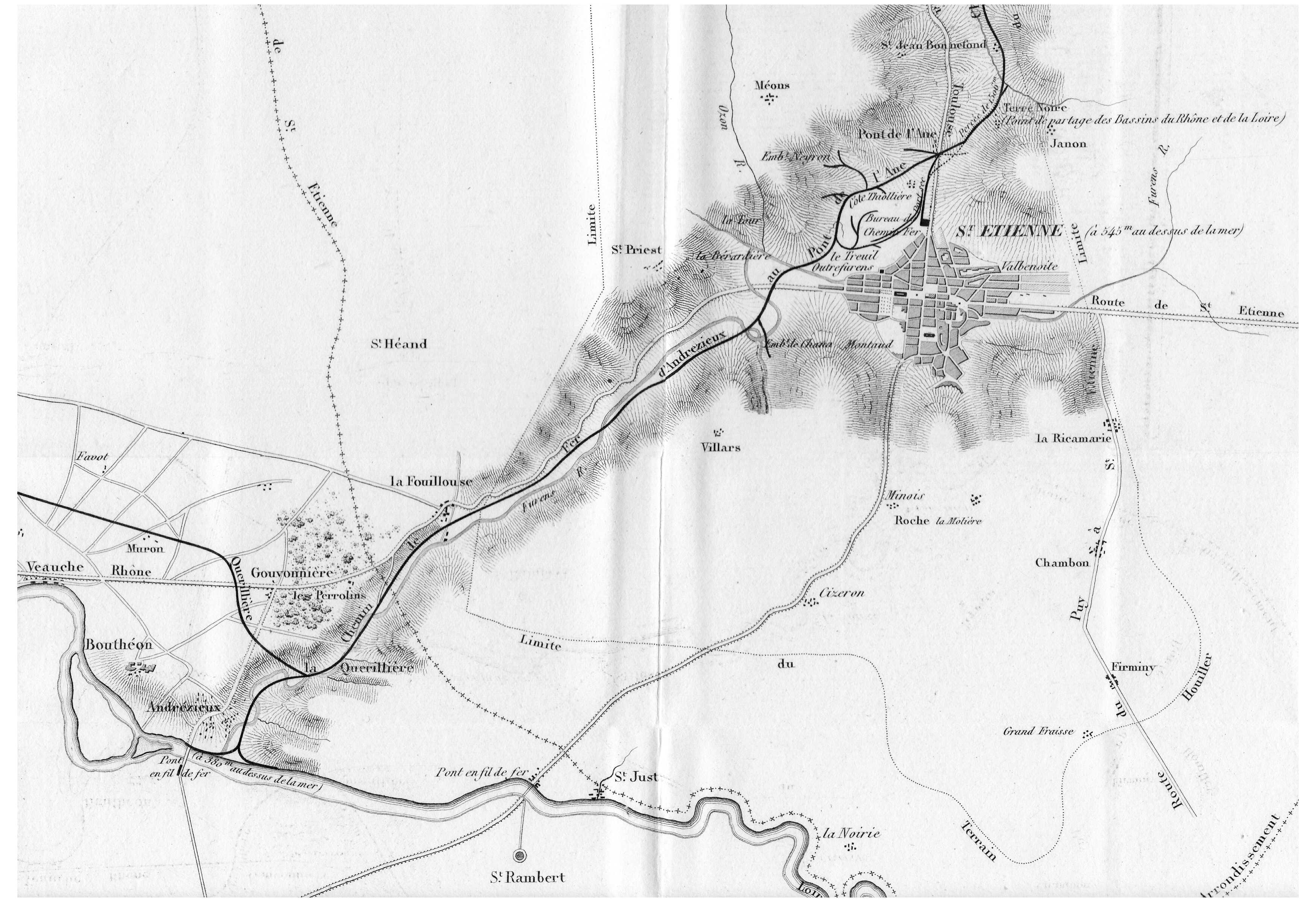
Ligne Saint-Étienne - Andrezieux.

À la même époque, en 1825, en Angleterre est mis en service le chemin de fer de Stockton et Darlington, première ligne au monde à utiliser des locomotives à vapeur et à transporter des voyageurs. Commencée en 1821, la ligne est conçue pour un chemin de fer à traction hippomobile. Informé de ce projet, George Stephenson prend une part active à sa création et réussit à persuader ses promoteurs de l'y laisser expérimenter des locomotives à vapeur.
La ligne est inaugurée le 27 septembre 1825 ; elle relie Stockton à Darlington puis, à partir de cette ville, dessert plusieurs houillères proches de Shildon dans le comté de Durham. Elle permet, avec une lenteur extrême, le transport de la houille jusqu'à Stockton, port situé dans l’estuaire du fleuve Tees, où elle peut être transbordée sur des bateaux à destination des centres urbains et industriels.
L'année suivante, en 1826, est inaugurée la ligne de Liverpool à Manchester, un chemin de fer destiné à faire concurrence aux trois canaux qui aboutissent à cette dernière ville. La compagnie de chemin de fer a l'idée de lancer le 20 avril 1829 un concours public, dans lequel tous les constructeurs anglais sont appelés à produire diverses machines applicables au transport sur une voie ferrée. Outre un prix de 500 livres sterling, le vainqueur du concours est assurée de la fourniture du matériel de la future ligne. Le 6 octobre 1829, jour des épreuves, cinq machines sont en lice.
La Fusée (The Rocket en anglais) de George et Robert Stephenson est la première à concourir. Elle remorque sur un plan horizontal un poids de près de 13 tonnes à une vitesse de près de 30 kilomètres par heure et, à l'issue des épreuves, le prix lui est décerné pour avoir satisfait à toutes les conditions exigées par la compagnie. Elle doit sa supériorité à l'utilisation d'une chaudière tubulaire de Marc Séguin qui permet de quasiment décupler la puissance de la machine,.
La locomotive de Stephenson, capable de réaliser sur les routes de fer une vitesse de quelque 60 kilomètres par heure, change complètement la face de l'entreprise du chemin de fer de Liverpool à Manchester. Au lieu de se borner au transport des marchandises, cette dernière ouvre aussitôt aux voyageurs cette nouvelle voie de communication. Le nombre des voyageurs entre Liverpool et Manchester, qui, avant l'ouverture du chemin de fer, ne dépassait pas 500 par jour, s'élève immédiatement à 1 500 dès 1830.
En France, l'existence des voies ferrées dans les mines est encore inconnue alors que, depuis bien longtemps déjà, on s'en sert dans les districts houillers de la Grande-Bretagne. En 1823 seulement, l'ingénieur des mines Louis-Antoine Beaunier obtient l'autorisation de construire une ligne de rails de fer pour le transport du charbon du bassin houiller de la Loire, depuis Saint-Étienne jusqu'à Andrézieux,. Comme dans les mines de houille anglaises, le moyen de traction reste la force des chevaux. Arrivé à la Loire, le charbon est embarqué sur la rivière et dirigé sur le Nivernais ou vers Paris.

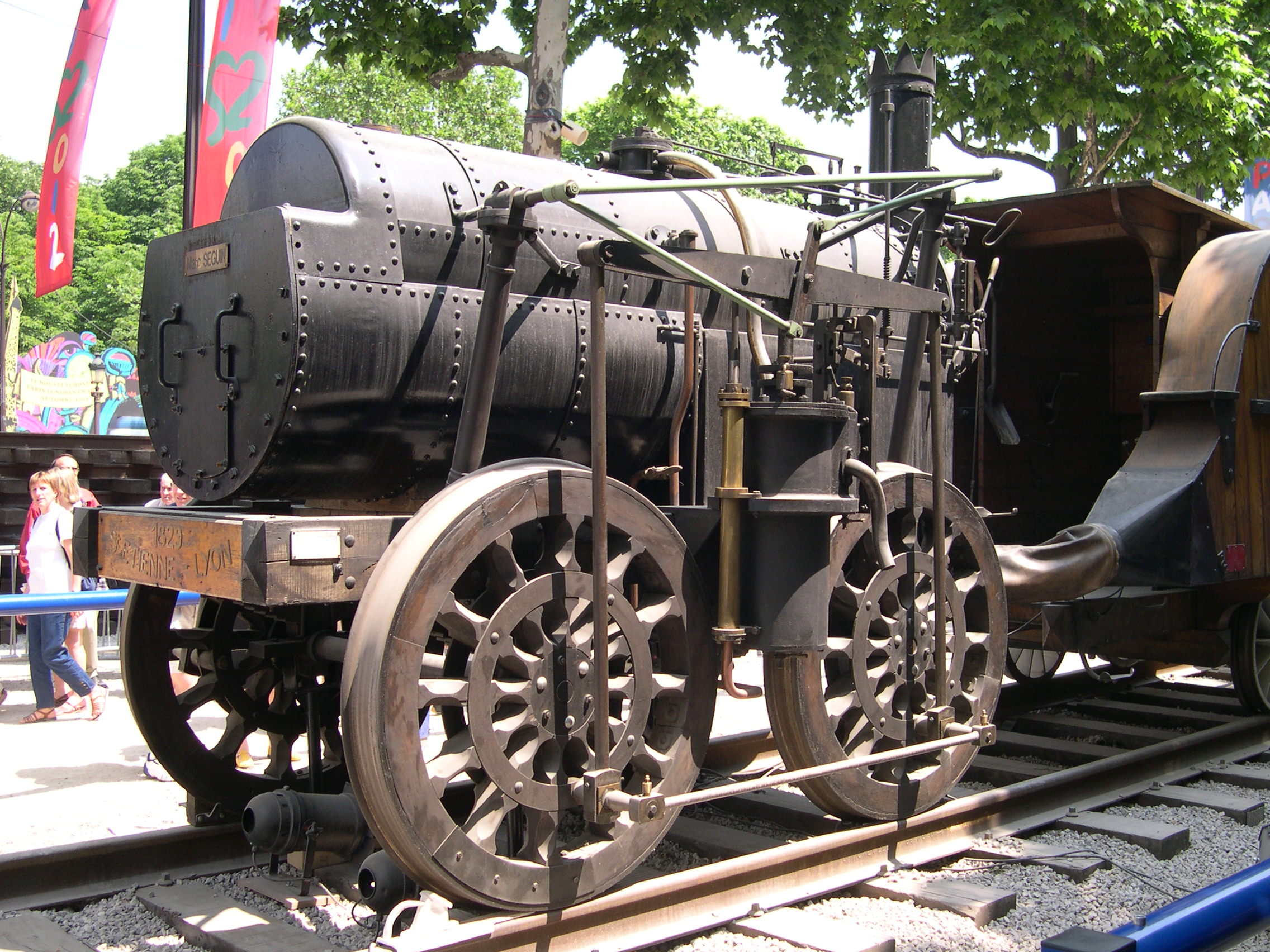
Locomotive Seguin.

Dès cette époque, Marc Seguin s'intéresse à l'expérience anglaise. En 1825, convaincu du potentiel des transports ferroviaires, il entreprend de visiter l'Angleterre avec Pierre François de Montgolfier et l'un de ses frères ; il se met en rapport avec George Stephenson, et plusieurs autres constructeurs anglais ; il visite la première ligne de Darlington à Stockton, alors en construction. De retour en France, Marc Seguin réussit à convaincre avec une étude détaillée le Ministre des finances , Joseph de Villèle, de faire réaliser la ligne de Saint-Étienne à Lyon, longue de 56 kilomètres.
La ligne est concédée au profit des frères Seguin, l'Académicien Édouard Biot et Cie, par ordonnance du roi Charles X du 7 juin 1826 et la société anonyme du chemin de fer de Saint-Étienne à Lyon créée le 7 mars 1827,,,.
Malgré tous les obstacles naturels rencontrés, Marc Seguin dessine les plans et le tracé de la ligne qui sont approuvés par ordonnance royale du 4 juillet 1827. L'absence à cette époque de loi d'expropriation multiplie le nombre d'obstacles et l'oblige à ruser et batailler presque à main armée avec la plupart des propriétaires des terrains à traverser ; et un jour même, il n'échappe que par miracle à un coup de feu, tiré sur lui par un paysan, chez lequel il a pénétré pour un levé de plans. La compagnie de chemin de fer achète quelque neuf cents parcelles de terrains, nécessaires pour la réalisation de la ligne, souvent dans des conditions onéreuses.
Il est envisagé un moment de faire passer la voie ferrée sur la rive gauche du Rhône après Givors ; les Givordins protestent si violemment que le tracé se poursuit sur la rive droite. La liaison entre le bateau et le rail est assurée par l'organisation d'une vaste gare d'eau à Givors qui devient le port le plus important du Rhône et une cité industrielle active.
Marc Seguin fait construire ensuite des ponts (notamment le pont de la Mulatière) et percer entre 1827 et 1830, un premier tunnel de 977 mètres de Couzon, à Rive-de-Gier, un deuxième de 400 mètres environ en 1831 à l'arrivée sur Lyon, le tunnel de la Mulatière, en alignement avec le nouveau pont sur lequel il débouche, et un dernier de 1 506 mètres, le plus ambitieux et le plus long de l'époque, le tunnel à une seule voie de Terrenoire, achevé en 1832. Les premiers tunnels ferroviaires vont susciter alors la méfiance du public et sont l'objet d'une opposition de principe très forte, comme celle d'Arago, d'habitude mieux inspiré, dans un discours prononcé le 14 juin 1836, à l'occasion du vote de la loi sur le chemin de fer de Paris à Versailles.

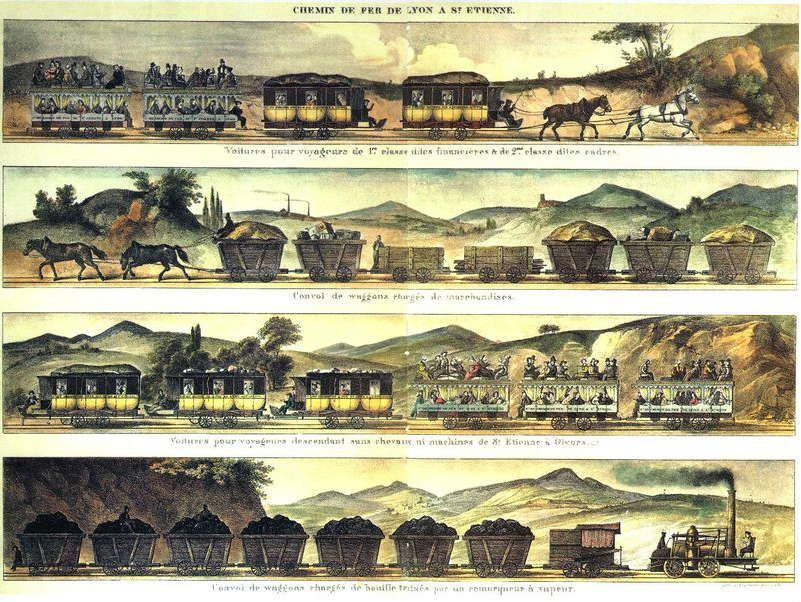
Quatre trains de la ligne Saint-Étienne - Lyon.

À la place des rails en fonte posés sur des cubes de pierre utilisés dans les mines, il opte pour des rails en fer fixés sur des traverses de bois,. Le premier tronçon de ligne terminé est celui de Givors à Rive-de-Gier, ouvert le 28 juin 1830 au service des marchandises, et pendant plusieurs mois on emploie les chevaux pour la traction.
Au début de 1831, la locomotive Seguin, qui a fait ses premiers tours de roue le 1er octobre 1829 quelques jours avant la Rocket de George Stephenson avec lequel Marc Séguin est en relation continue,, remorque en une heure et demie, de Givors à Rive-de-Gier, 24 à 28 wagons vides ou bien 7 wagons chargés de 21 tonnes.
Le 3 avril 1832, la section de Lyon à Givors est utilisée pour le transport de marchandises, puis on se hasarde à accepter quelques passagers, assis sur de la paille. La dernière section de Rive-de-Gier à Saint-Étienne, est ouverte le 1er octobre 1832 au service des voyageurs seulement, et quelques mois plus tard, le 25 février 1833 à celui des marchandises (charbon).
Le 4 avril 1833, la liaison s'ouvre dans sa totalité sans inauguration.
Tous les métiers du convoyage et des postes à chevaux se liguent alors contre l'exploitation de la ligne, qu'ils considèrent comme une concurrence nouvelle : on fait dérailler les trains, sauter les chaudières, on incendie les wagons, garnis de paille pour le confort des voyageurs. Pour comble de luxe, la Compagnie Seguin a placé des draps sur les banquettes, et a mis des vitres avec tirants de cuir. Ravis de l'aubaine, les voyageurs se taillent des gilets dans les draps et se servent des tirants pour s'en faire des bretelles.
La ligne de chemin de fer de Saint-Étienne à Lyon est en 1832 la première ligne de France qui expérimente la traction par des locomotives à vapeur et qui transporte des marchandises ainsi que des voyageurs. 5 ans plus tard, le 24 août 1837 est inaugurée la ligne de Paris-Saint-Lazare à Saint-Germain-en-Laye, c'est première ligne de France conçue uniquement pour le transport de voyageurs et exploitée à l'aide de locomotives à vapeur.
Marc Seguin publie en 1839 le retour d'expérience de ses travaux ferroviaires dans De l'Influence des chemins de fer et de l'art de les tracer et de les construire, l'ouvrage est réédité en 1887.

### Le séjour à Fontenay (1838 - 1861)

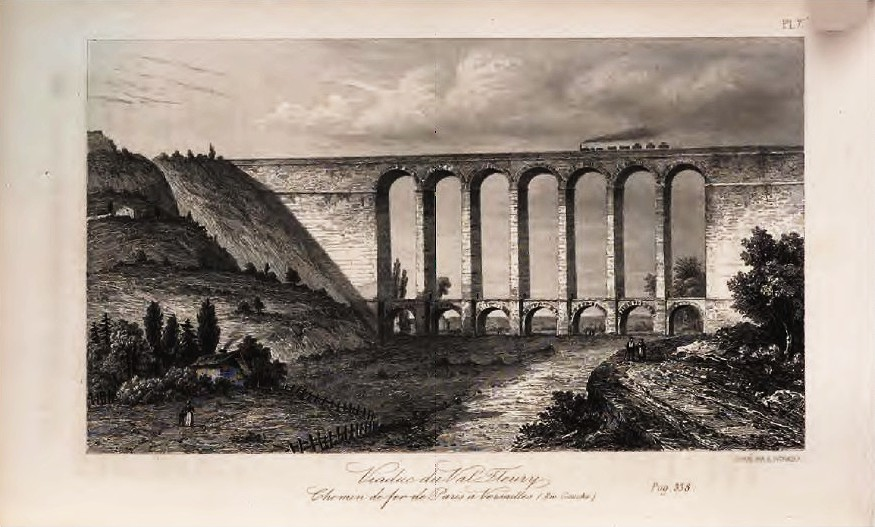
Viaduc de Meudon au moment de sa construction (1840).

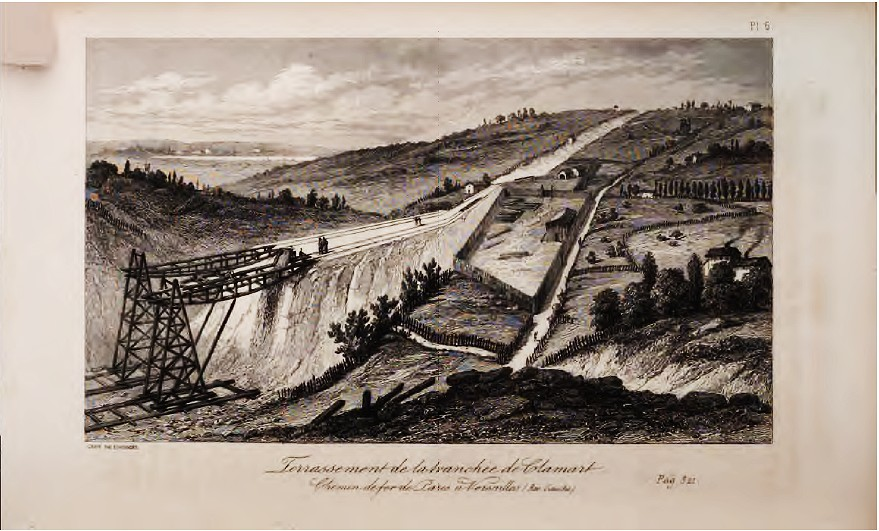
Tranchée de Clamart avec déblai (1840).

Malgré les difficultés rencontrées dans la réalisation du chemin de fer de Saint-Étienne-Lyon, Marc Seguin alors âgé de 51 ans se lance en 1837 dans un autre chantier titanesque, celui de la construction d'une nouvelle voie ferrée reliant la rive gauche de Paris à Versailles.
Il est d'abord question de joindre Paris à Versailles par un seul tracé de 35 kilomètres environ, puis d'autres projets voient le jour. D'un côté, le ministère des Travaux publics a fait étudier, par les ingénieurs de l'État, un projet par la rive droite se raccordant à la ligne de Saint-Germain-en-Laye, mais de l'autre, la Commission parlementaire penche pour un tracé par la rive gauche. Après plusieurs tractations, Hippolyte Passy, ministre, secrétaire d'État au département du Commerce et des Travaux publics, accepte la création de deux lignes, une par la rive droite et une autre par la rive gauche. Les deux chambres votent la loi, promulguée par le roi Louis-Philippe le 9 juillet 1836.
Le projet du chemin de fer rive gauche est finalement financé par le banquier Fould, les frères Seguin n'interviennent qu'en tant que sous-traitants, et vraisemblablement maîtres d'œuvre. La ligne est inaugurée le 10 septembre 1840, alors que celle par la rive droite est en exploitation depuis l'année précédente ; les deux lignes s'en trouvent concurrentes et la seconde souffre surtout de cette situation.
Après sa déconvenue avec la « Société de halage sur le Rhône par la vapeur, à points fixes »,, cette expérience apparaît l'une des plus dures pour Marc Seguin, car elle lui coûte une partie de sa fortune en raison des difficultés rencontrées en 1842 avec le viaduc de Meudon,, qui nécessite une consolidation, et la construction de l'audacieuse tranchée de Clamart, pour laquelle il obtient, en procès contre la compagnie, 800 000 francs de dédommagement pour travaux imprévus.
Entre-temps, l'année 1838 a marqué un tournant de sa vie.

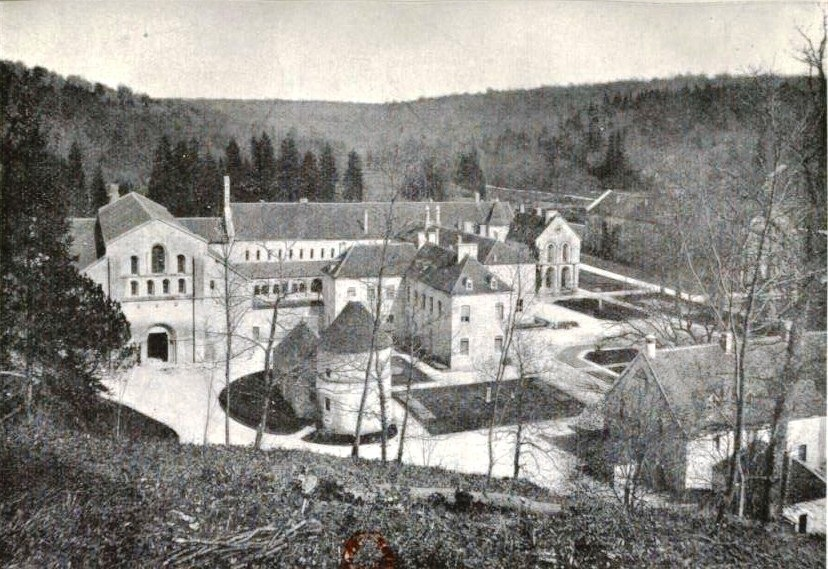
Abbaye de Fontenay (vers 1920).

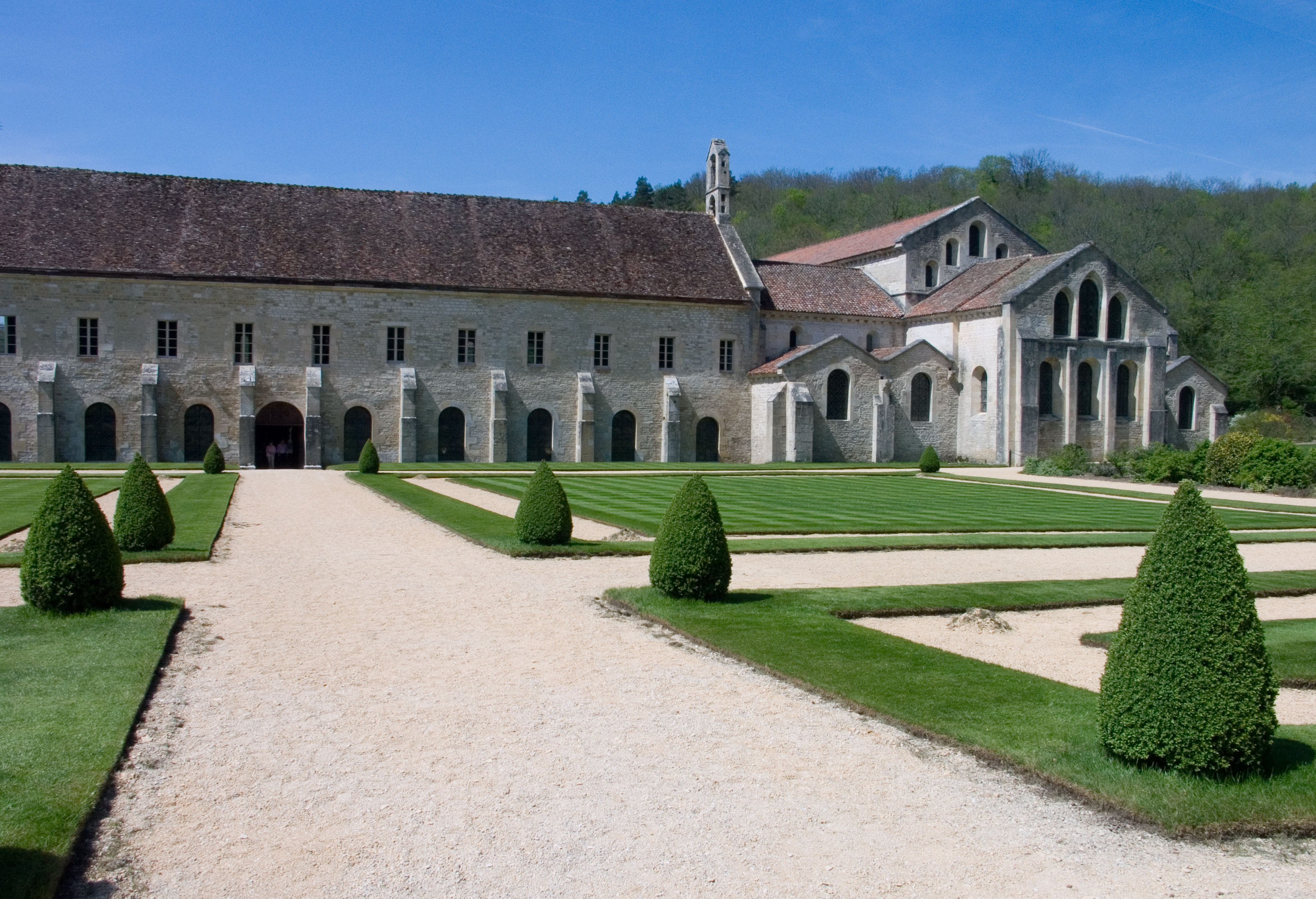
Abbaye de Fontenay - L'église et le bâtiment conventuel vus des jardins.

Deux ans plus tôt, le 2 juin 1836, Rose Augustine Duret, sa femme est morte à l'âge de 41 ans, deux jours après avoir mis au monde Mathilde, son treizième enfant. À l'âge de 52 ans, Marc Seguin se remarie le 18 mars 1838, à Marmagne (Côte-d'Or), avec Marie Augustine de Montgolfier, sa nièce par alliance âgée de 19 ans, de 33 ans sa cadette,,, ; elle est née le 24 mars 1819 à Annonay.
Son second beau-père, également beau-frère par alliance depuis son premier mariage, Louis Simon Élie Ascension de Montgolfier est propriétaire à Marmagne de l’ancienne abbaye de Fontenay, fondée en 1118 par saint Bernard de Clairvaux et transformée en papeterie depuis la Révolution française. Marc Seguin achète le tout, restaure et agrandit usines et bâtiments d'exploitation agricole,.
Victime de rivalités tenaces,, Marc Seguin décide alors de changer de cadre de vie en s’installant en Bourgogne avec toute sa famille. Il s'éloigne de son rôle d'entrepreneur pour se consacrer à sa famille qui s'agrandit toujours avec la naissance dans cette nouvelle demeure des six autres enfants de son second lit, ; en 1861, à 75 ans, il a la joie d'être encore père pour la dix-neuvième et dernière fois. Il rassemble en un immense phalanstère ses gendres et filles, beaux-frères et belles-sœurs, enfants et petits-enfants, tous si nombreux, qu'on n'est jamais moins de vingt-cinq à table.
Ce deuxième mariage lui donne une seconde jeunesse et le jeune patriarche reprend alors avec passion ses réflexions dans les sciences physiques et mathématiques. Il continue à entretenir ses relations avec la communauté scientifique et offre l'hospitalité à ceux qui viennent collaborer avec lui. Le 26 juin 1845, il est nommé au premier tour de scrutin, correspondant dans la section de mécanique de l’Académie des sciences, le seul titre qu'il ait jamais ambitionné.
Marc Seguin y présente en 1847 un mémoire, Note à l'appui de l'opinion émise par M. Joule sur l'identité du mouvement et du calorique, dans lequel il revendique l'antériorité sur James Prescott Joule pour la détermination de la valeur de l'équivalent mécanique de la chaleur. Sa contribution dans ce domaine reste toutefois controversée. Marc Seguin affirme : « Ceci reviendrait à dire que la vapeur n'est que l'intermédiaire du calorique pour produire la force, et qu'il doit exister entre le mouvement et le calorique un rapport direct, indépendant de l'intermédiaire de la vapeur ou de tout autre agent que l'on pourrait y substituer », et plus loin, « Il existe une véritable identité entre le calorique et la puissance mécanique qu'il sert à développer, et ces deux effets ne sont que la manifestation apparente à nos sens d'un seul et même phénomène ».
Esprit synthétique, il essaie d'appliquer les mêmes lois découvertes par Kepler et Newton à la constitution intime des corps et formule une théorie sur la cohésion et la distension qui fait l'objet d'un mémoire à l'Institut en 1855, Considérations sur les causes de la cohésion envisagées comme une des conséquences de l'attraction Newtonienne et résultats qui s'en déduisent pour expliquer les phénomènes de la nature. Il émet en 1857 sa théorie sur l'origine et la propagation de la force, Mémoire sur l'origine et la propagation de la force, répétant toujours avec modestie qu'il ne fait que développer les idées de son grand-oncle Joseph de Montgolfier.
Il met la théorie en pratique en essayant en 1857 une nouvelle machine ; celle-ci doit marcher constamment avec la même vapeur, à laquelle on restitue à chaque coup de piston la chaleur qui a été transformée en travail (Mémoire sur un nouveau système de moteur fonctionnant toujours avec la même vapeur à laquelle on restitue à chaque coup de piston la chaleur qu'elle a perdue en produisant l'effet mécanique). L'état d'avancement des constructions mécaniques à cette époque ne lui permet pas de mener à bien cette remarquable invention.
Ainsi passent une vingtaine d'années, après lesquelles la direction de cette « tribu Seguin » comme on l'appelle, devient trop lourde, surtout pour sa jeune femme. Marc Seguin s'accommode de plus en plus mal de l'humidité bourguignonne et sent se réveiller en lui la nostalgie du pays natal. Il n'y résiste pas et achète en 1858 à Mathieu Louis Pierre Duret,, son premier beau-père, grand-père maternel de sa seconde épouse, une vieille propriété de sa famille aux portes d'Annonay qu'on appelle Varagnes d'en Haut.

### Une fin de vie bien remplie (1861 - 1875)

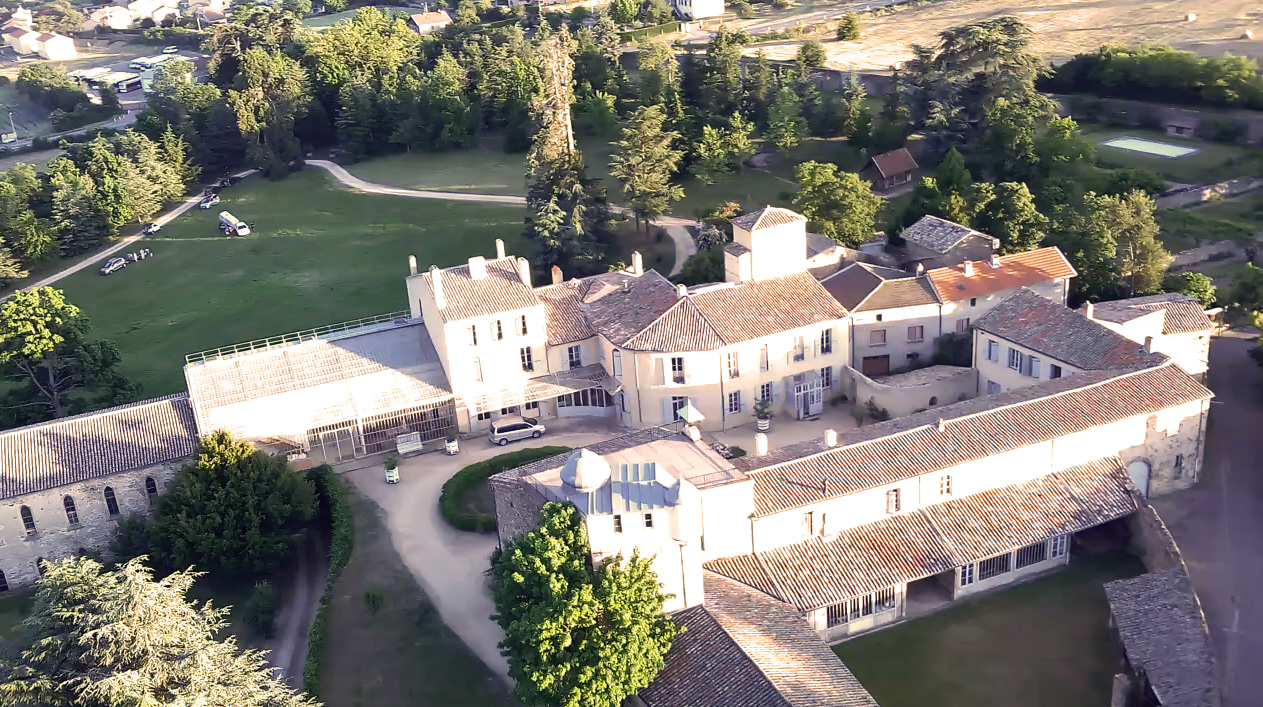
Varagnes vue en ballon.

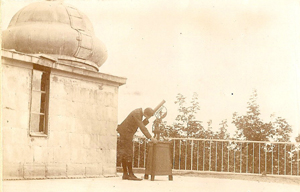
L'observatoire de Varagne.

Marc Seguin passe les dernières années de sa vie à Varagnes. Connu et adoré de tout le pays, c'est un beau vieillard, se levant à 4 heures du matin, d'une sobriété extraordinaire ; pendant plus de quarante ans, il ne mange pas de viande : du lait seulement, des fruits et des légumes, et pour boisson, toujours de l'eau !
Marc Seguin aménage son domaine à son idée ; ce sont des laboratoires de physique et de chimie, une remarquable bibliothèque, des ateliers de peinture et de sculpture, une machine à vapeur réalisant les plus savantes théories scientifiques, un observatoire astronomique, etc.. Il n'en oublie pas pour autant de veiller à la sauvegarde du patrimoine familial ; en 1861 il évite la déconfiture aux papeteries Canson de Vidalon-lès-Annonay qui ont appartenu aux ancêtres de sa mère et de ses deux épouses, il les rachète et en confie la gérance à l’un de ses gendres.
Dans cet environnement propice aux réflexions scientifiques, il publie de nombreux ouvrages, en 1861 Considérations sur les lois qui président à l'accomplissement des phénomènes naturels rapportés à l'attraction newtonienne et basées sur la synthèse des actions moléculaires exposée dans les mémoires publiés jusqu'ici, puis en 1865 Mémoire sur les causes et sur les effets de la chaleur, de la lumière et de l'électricité. Il y écrit un Cours élémentaire de sciences physiques et mathématiques et se passionne pour l'astronomie.
Il continue à participer à l'activité scientifique en devenant en 1868 le rédacteur principal de la revue Le Cosmos, ce qui lui permet de faire connaitre son avis sur les aspects de la science qui l'intéressent. Dans la basse-cour qu'il a fait aménager, il observe des années durant le vol des oiseaux au point de vue mécanique pour en déduire les principes de l'aéronautique, dont l'étude le passionne et qu'il croit possible quand tant d'autres scientifiques de cette époque la déclarent irréalisable.
La conclusion de son mémoire à l'Institut en 1866, qui fait sourire alors, paraît à tant d'années de distance, véritablement prophétique, : « Et il me suffit pour le moment, d'avoir constaté la possibilité de résoudre ce problème hérissé de tant de difficultés, pour acquérir la certitude, que dans un temps plus ou moins éloigné, on parviendra à voyager aussi facilement dans les airs qu'on le fait aujourd'hui sur mer, tandis que l'on ne peut malheureusement pas se dissimuler qu'en examinant de plus en plus la possibilité d'obtenir les mêmes résultats au moyen des ballons, on se trouve dans des conditions entièrement opposées,. »

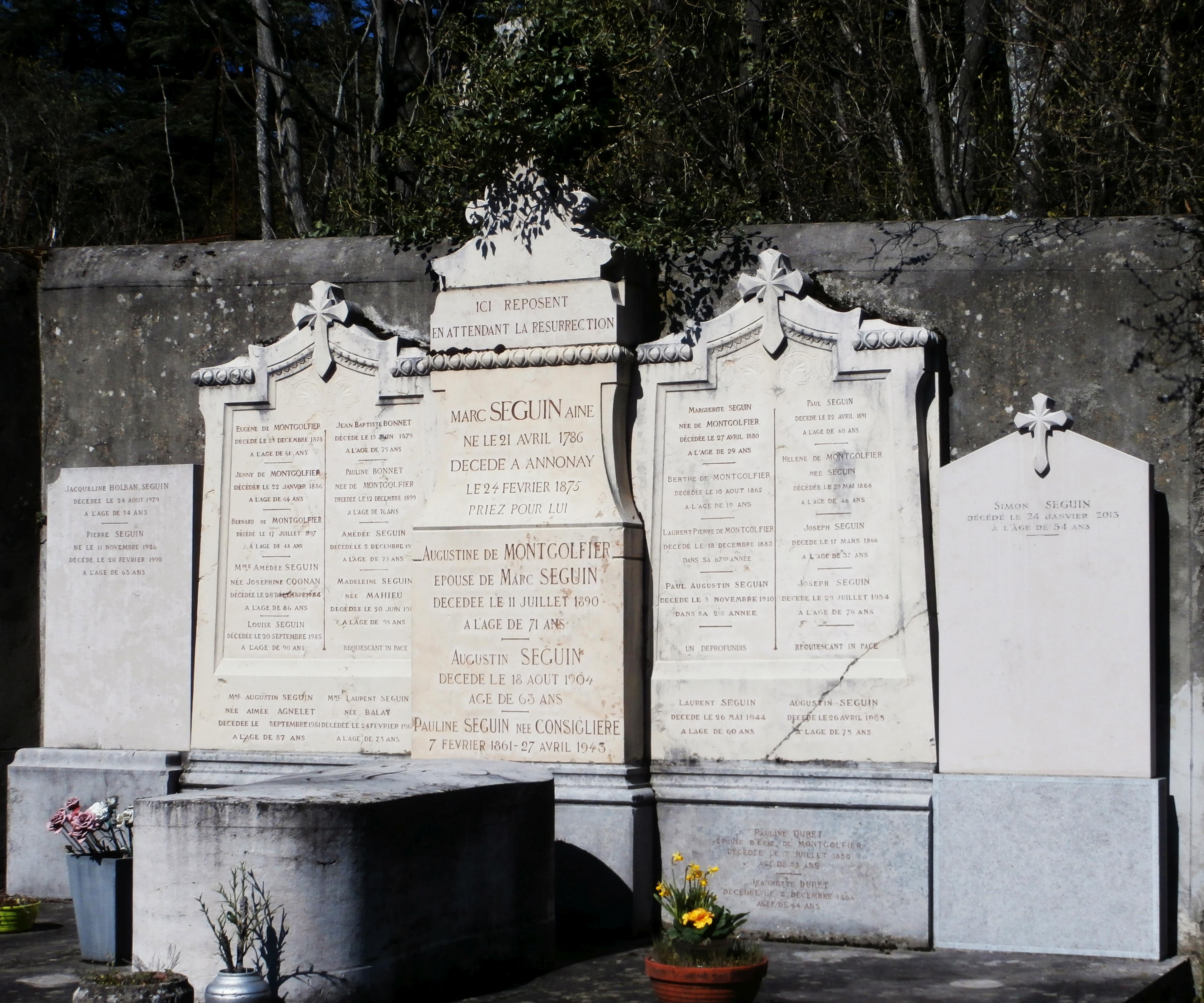
Sépulture de Marc Seguin et de sa famille.

Philanthrope et charitable, Marc Seguin devient bienfaiteur de sa ville natale (maisons de Saint-Joseph à Varagnes, des Petites Sœurs des pauvres, cité ouvrière du Pré-Matré, etc.). Il n'hésite pas à écrire : 

« Dieu ne consent la richesse à quelques-uns, non pas à titre de propriétaires, mais seulement à titre de dispensateurs auprès des pauvres. Les riches ont beaucoup à faire par leur bienveillance et par leur libéralité, pour se faire pardonner une situation qui excite tant de convoitises.... Inutile de laisser aux enfants une trop grosse fortune, qui est un si grand danger pour ceux qui ne savent pas en faire un usage légitime. Le seul but que les parents doivent se proposer, c'est de fournir à leurs enfants des moyens de travail, pour qu'ils puissent se faire, eux-mêmes, une situation en rapport avec leurs capacités. »

Atteint d'une fluxion de poitrine, Marc Seguin meurt le 24 février 1875, entouré de dix enfants encore vivants, deux mois avant d'atteindre ses 89 ans,. Il est accompagné par une foule immense et reconnaissante au cimetière d'Annonay où il est inhumé dans le caveau familial.

### Personnalité

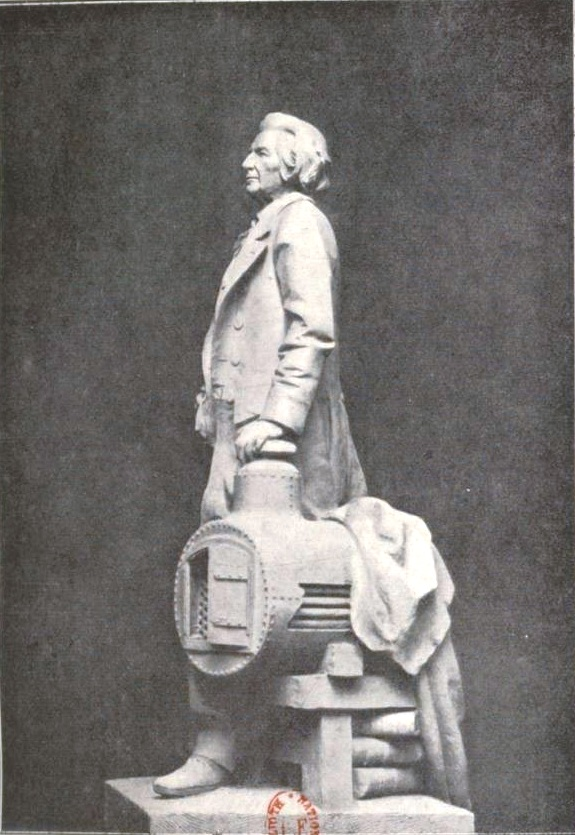
Statue de Marc Seguin(gare de Lyon - 1903).

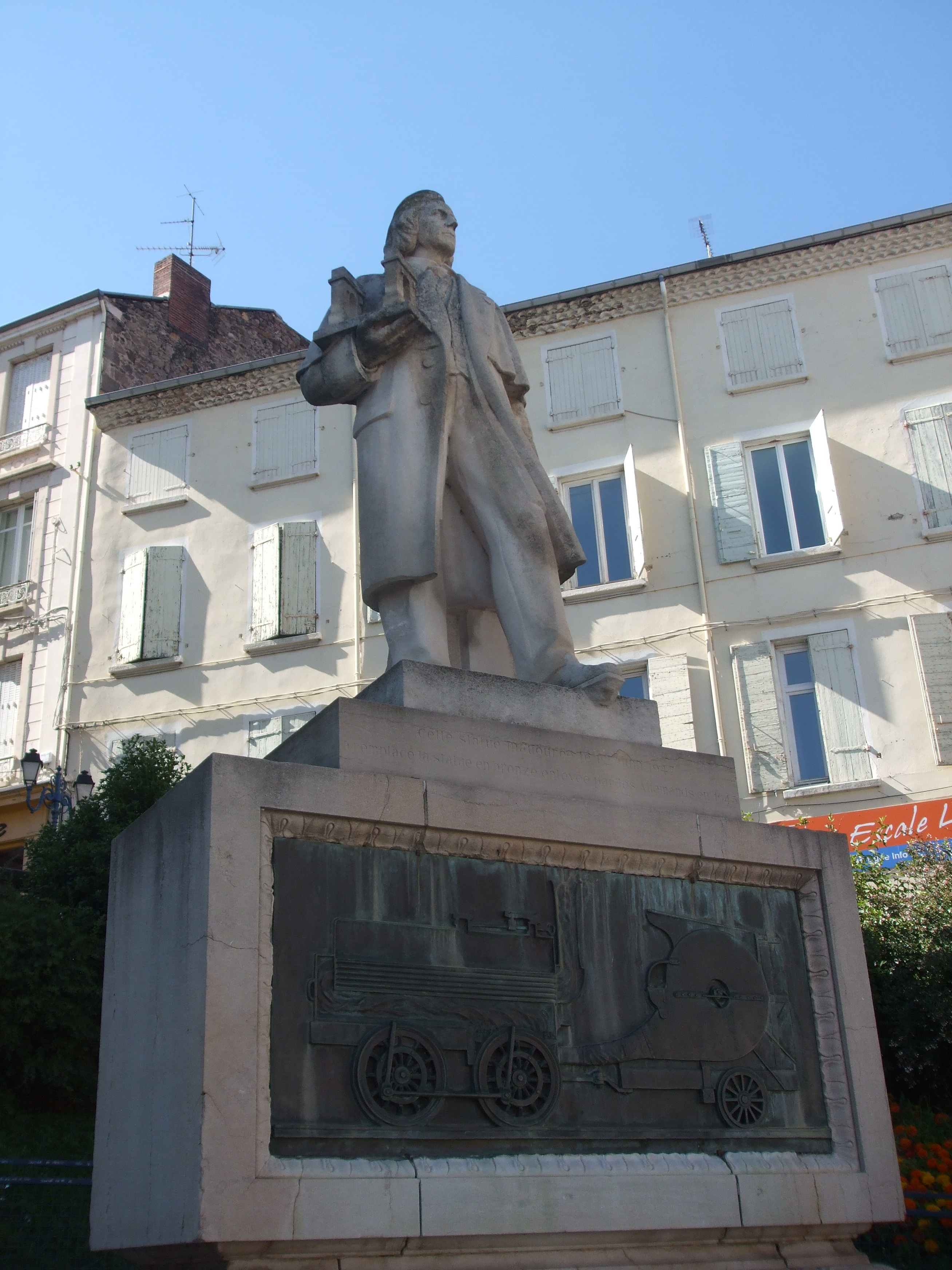
Statue à Annonay.

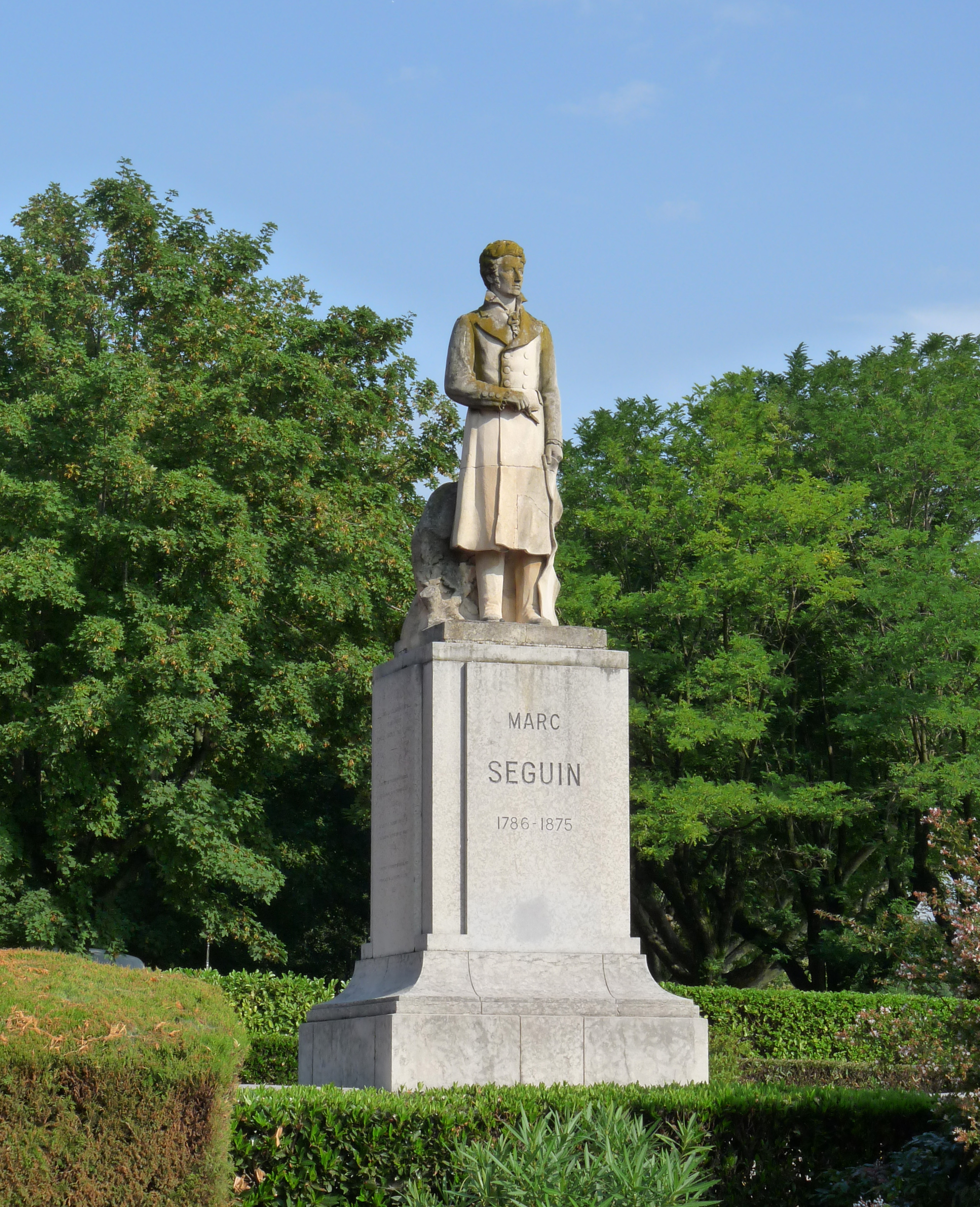
Statue à Tournon-sur-Rhône.

Marc Seguin comprend avant les autres l'importance des transports et des échanges. Il met un point d'honneur à mettre à disposition de l'humanité le bénéfice de ses inventions, source selon sa pensée, du progrès, et annonceur du monde industriel. Il ne prend qu'un seul brevet, celui de la chaudière tubulaire pour en marquer la date (22 février 1828). Il n'en paie pas la seconde annuité, laissant ainsi d'autres personnes libres d'en profiter.
Une grande partie de son génie inventif est alimentée par ses différents voyages. À Paris, où son grand-oncle l'initie à la Science. À Genève, où il observe un bateau à vapeur. En Angleterre, où il découvre le chemin de fer.  Il est influencé par ses rencontres avec les savants de son époque, d'abord son grand-oncle et mentor Joseph de Montgolfier, ensuite Arago, Biot, Cauchy, Cuvier, Davy, Faraday, Fresnel, Grove, Herschel, von Humboldt, Joule, Matteucci, Stephenson, Thénard, Young, etc.
Marc Seguin est l'inventeur, accompagné par sa fratrie Camille, Jules, Paul et Charles il étudie, entreprend, réalise, développe, commercialise et gère. Quelques traits de son caractère et de sa personnalité valent sans doute d'être rapportés tels que l'on peut les dégager de la documentation disponible.
Dans sa correspondance comme dans ses publications, Marc Seguin signe de son seul patronyme Seguin aîné, ce qui traduit un caractère à propos duquel le professeur Charles C. Gillispie dans son ouvrage récent The Montgolfier brothers and the invention of aviation va jusqu'à écrire : « Marc Seguin n'éprouvait de respect pour rien si ce n'est la mémoire de son grand-oncle, ni pour personne excepté son père ; par contre, frères, femmes et enfants lui témoignaient leur respect comme à un potentat tribal ». Sa forte personnalité est en tout cas attestée par tous ses contemporains, mais le trait essentiel reste son profond humanisme.
René de Prandières, qui a épousé sa dernière fille Louise-Marie, reproduit dans son ouvrage un portrait de Marc Seguin par Hippolyte Flandrin et un autre gravé par Daniel Némoz.
Cette dernière œuvre posthume, rappelle le grand homme tel qu'il l'a connu dans sa vieillesse « avec sa tête au port majestueux, ornée de cette abondante chevelure blanche et hirsute, véritable crinière de lion, qui faisait l'admiration de ses contemporains ; avec sa chemise largement ouverte et au col à peine retenu par une cravate négligemment nouée ; tout l'ensemble respirant une nature puissante, avide d'air et de liberté, exaspérée par l'exiguïté et la rigidité des vêtements modernes ». Le portrait peint d'après nature par Hippolyte Flandrin le représente sous un aspect différent ; en particulier, sans sa chevelure légendaire.
Voilà l'histoire : Hippolyte Flandrin (1809-1864), peintre d'origine lyonnaise comptait parmi ses meilleurs amis. Il souhaitait peindre le portrait, mais se doutait que Marc Seguin n'aurait ni le temps ni la patience nécessaires aux séances de pose.

Augustine de Montgolfier déplorait la tenue habituellement trop négligée de son époux, elle proposa, le jour venu, de commencer par une séance préparatoire chez le coiffeur. Celui-ci eut vite fait de tailler la belle chevelure, puis de bien peigner à la mode et pommader ce qu'il en avait laissé. Lorsque Marc Seguin fut présenté à Hippolyte Flandrin, quelle ne fut pas la stupéfaction du peintre ! Il lui fallut quelques instants pour réaliser et proférer à son amie : « Mes compliments vraiment, chère Madame ! Vous avez joliment tondu Monsieur Seguin !... Heureusement que vous ne lui avez pas, en plus, arraché les yeux ! » , « Ma foi ! ils suffiront : Allons-y ! » .

Portraits de Marc Seguin
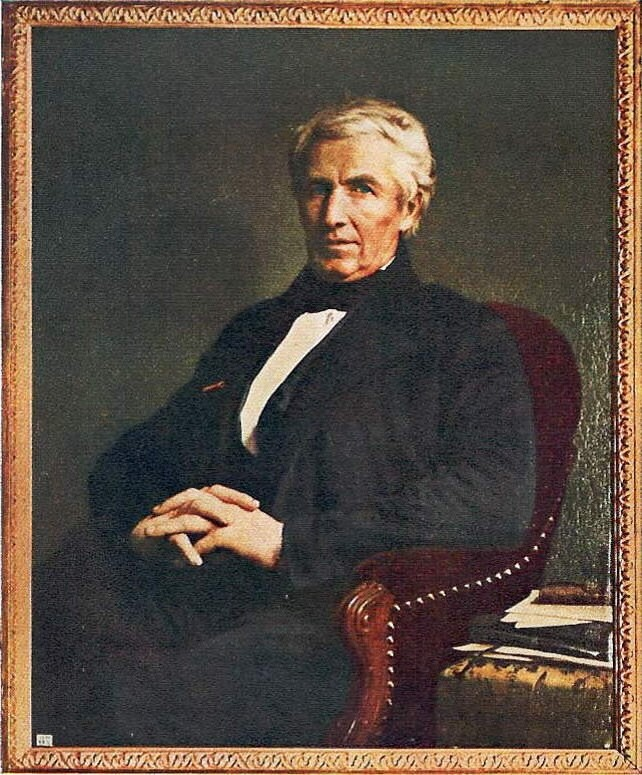
Marc Seguin, par Hippolyte Flandrin.
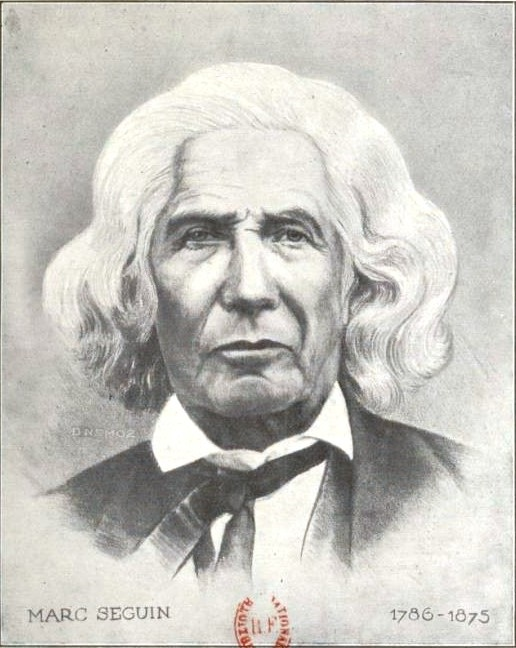
Marc Seguin, d'après la lithographie de Daniel Némoz.

## Distinction et hommages

### Distinction
Il est nommé le 26 juin 1845, au premier tour de scrutin, correspondant dans la section de mécanique de l’Académie des sciences
Le 13 août 1866 il est promu officier de la Légion d'honneur. Il avait été nommé chevalier en février 1837.

### Hommages
Son nom fait partie de la Liste des 72 noms de savants inscrits sur la tour Eiffel. L'œuvre de Marc Seguin est reconnue par le Conservatoire national des arts et métiers, dont l'entrée est ornée de sa statue et d'une plaque commémorant ses grandes inventions.
Plusieurs villes en France ont donné le nom de «Marc-Seguin» à une avenue, impasse, place, rue ou square . Plusieurs établissements scolaires ou complexes sportifs portent son nom. 
L'œuvre de Marc Seguin est présentée à Annonay au musée municipal vivarois César-Filhol, ainsi qu'à Tournon, au musée-château du Rhône. 
Un timbre français est émis le 22 février 1986, à l'occasion du bicentenaire de sa naissance,.
Dans Paris, musée du XXIe siècle, le Dix-Huitième Arrondissement, Thomas Clerc consacre le chapitre premier à la rue Marc-Seguin ; il écrit à propos de l'ingénieur  : « L'ignoriez-vous ? Marc Seguin est l'inventeur du pont suspendu ».
Appartenant à la Fondation Seguin, le fonds d'archives et la bibliothèque sont classés en 2023 comme « archives historiques » , entrant ainsi dans la catégorie des « trésors nationaux ».

## Les compagnies fondées par Marc Seguin et frères
- Seguin & Cie - 1796-1833[13]
- Seguin, Montgolfier & Cie - 1820[149]
- Cie Jules Seguin - 1825-1834[150]
- Seguin Montgolfier d'Ayme & Cie - 1825-1828[63]
- Cie Chemin de fer Saint-Étienne-Lyon - 1827-1857[91]
- Seguin frères - 1834-1840[151]
- Groupe Polonceau-Seguin - 1838[152]
- Compagnie des ponts Napoléon - 1845[153]
- Société des ponts à péage - 1860[154]
- Cie des mines de la Loire[155]

## Les grands projets de Marc Seguin et frères
- Chemin de fer Paris (Rive Gauche) - Versailles[111]
- Chemin de fer de Saint-Étienne à Lyon[92]
- Construction de machines textiles et papetières[21]
- Construction de ponts et autres ouvrages[156]
- Éclairage de villes au gaz[157]
- Usine Saint-Marc de feutres[16]
- Exploitation de mines de charbon[158]
- Fabrique de draps[11]
- Fonderie et fabrication de câbles[159]
- Entreprise de halage à la vapeur sur le Rhône[64]
- Papeteries Canson et Montgolfier[128]
- Création des ports de Givors[93]
- Viabilisation et aménagement des terrains de Lyon-Perrache[160]

## Esprit Seguin
« Bon sang ne saurait mentir »

Augustin Seguin (1841-1904),, né en 1841, l'aîné des enfants du second mariage de Marc Seguin, directeur de la Société Anonyme des Chantiers de La Buire, est à la fois ingénieur de l'École centrale des arts et manufactures et artiste. Varagnes témoigne de ses dons : peintures et sculptures, décoration de l’intérieur de la serre, abside de la chapelle, etc. Il entretient des contacts étroits avec l'École des beaux-arts de Lyon, en même temps qu'il discute optique, photographie et acoustique avec les frères Lumière. qui viennent souvent à Varagnes.
Comme son père, Augustin Seguin est à la tête d'une famille nombreuse de 11 enfants, quatre de son premier mariage avec Félicie Marie Célestine Mangini (1843-1872), trois du second avec Louise Marguerite de Montgolfier (1850-1880) et quatre du troisième et dernier avec Rose Consiglieri (1881-1943).
Ses fils Louis Lazare Augustin Seguin (1869-1918) et Laurent Seguin (1883-1944) créent les moteurs Gnome. Les avions français glanent, avec ce moteur, une grande partie des records mondiaux entre 1909 et 1915, ainsi que leurs pilotes, tels qu’Augustin Louis Seguin (1889-1965), un autre fils, recordman de distance sans escale en 1913.
Marc, un autre fils, va utiliser les études de son père sur la photographie pour développer la radiologie et équiper l'hôpital d'Annonay. Une de ses filles Rose Seguin-Béchetoille (1886-1941), voit certains de ses tableaux exposés au musée municipal vivarois César-Filhol.
Un autre fils est Joseph Seguin (1878-1954), dit Julien Vorance, un poète très original qui contribue à introduire le haïkaï en France au début du XXe siècle avec l’un ses livres consacré à la Première Guerre mondiale.

## Publications
- Base de données bibliographiques WorldCat

« Résultats de recherche pour auteur : Seguin aîné en Français » (consulté le 5 juin 2017) (en savoir plus sur la base de données bibliographiques WorldCat)
- Seguin Aîné : ouvrages numérisés

1. Seguin Aîné, Des ponts en fil de fer, Paris, Bachelier, 1824, 104 p. (lire en ligne) (OCLC 320037962)
2. Seguin Aîné, Des ponts en fil de fer : seconde édition, Paris, Bachelier, 1826, 115 p. (lire en ligne) (OCLC 2127451)
3. Seguin Aîné, Mémoire sur la navigation à vapeur : lu à l'Institut le 16 décembre 1826, Paris, Bachelier, 1828, 29 p. (lire en ligne) (OCLC 458773936)
4. Seguin Aîné, De l'Influence des chemins de fer et de l'art de les tracer et de les construire, Paris, Carilian-Gœury et V. Dalmont, 1839, 501 p. (lire en ligne) (OCLC 493490815)
5. Seguin Aîné, Note à l'appui de l'opinion émise par M. Joule sur l'identité du mouvement et du calorique, Paris, Bachelier, 1847 (lire en ligne)
6. Seguin Aîné, Considérations sur les causes de la cohésion envisagées comme une des conséquences de l'attraction Newtonienne et résultats qui s'en déduisent pour expliquer les phénomènes de la nature, Paris, Mallet-Bachelier, 1855, 55 p. (lire en ligne) (OCLC 500910761)
7. Seguin Aîné, Mémoire sur l'origine et la propagation de la force, Paris, Mallet-Bachelier, 1857, 57 p. (lire en ligne) (OCLC 23414747)
8. Seguin Aîné, Mémoire sur un nouveau système de moteur fonctionnant toujours avec la même vapeur à laquelle on restitue à chaque coup de piston la chaleur qu'elle a perdue en produisant l'effet mécanique, Paris, Mallet-Bachelier, 1857, 17 p. (lire en ligne) (OCLC 870113555)
9. Seguin Aîné, Considérations sur les lois qui président à l'accomplissement des phénomènes naturels rapportés à l'attraction newtonienne et basées sur la synthèse des actions moléculaires exposée dans les mémoires publiés jusqu'ici, Paris, A. Tramblay, 1861, 90 p. (lire en ligne) (OCLC 500910761)
10. Seguin Aîné, Mémoire sur les causes et sur les effets de la chaleur, de la lumière et de l'électricité, Paris, A. Tramblay, 1865, 113 p. (lire en ligne) (OCLC 812173632)
11. Seguin Aîné, De l'Influence des chemins de fer et de l'art de les tracer et de les construire, Lyon, Pitrat aîné, 1887, 345 p. (lire en ligne) (réimpression de l'édition de 1839) (OCLC 28469490)

Sous le Second Empire, Seguin collabore à la revue Cosmos dont il gère l'annuaire à partir de 1868.